# Mistrovství světa v šachu žen 1931
Třetí turnaj mistrovství světa v šachu žen proběhl v červenci v roce 1931 v Praze. Turnaj uspořádala FIDE v rámci 4. šachové olympiády. Zúčastnilo se 5 šachistek z 5 zemí (Rakousko, Anglie, Německo, Československo, Švédsko). Byly to ty samé jako na předchozím mistrovství a každá s každou odehrály opět dvě partie. Tentokrát zvítězila Věra Menčíková ve všech partiích, zatímco zbývající hráčky byly navzájem vyrovnané. Druhá Paula Wolf-Kalmarová získala 50% bodů a třetí Agnes Stevensonová 3,5 bodu.

## Tabulka
| č. | Šachistka            | Země           | 1 | 1 | 2 | 2 | 3 | 3 | 4 | 4 | 5 | 5 |  | + | − | = | Body | Pořadí |
| -- | -------------------- | -------------- | - | - | - | - | - | - | - | - | - | - |  | - | - | - | ---- | ------ |
| 1  | Věra Menčíková       | Československo |   |   | 1 | 1 | 1 | 1 | 1 | 1 | 1 | 1 |  | 8 | 0 | 0 | 8    | 1      |
| 2  | Paula Wolf-Kalmarová | Rakousko       | 0 | 0 |   |   | 0 | 1 | 0 | 1 | 1 | 1 |  | 4 | 4 | 0 | 4    | 2      |
| 3  | Agnes Stevensonová   | Anglie         | 0 | 0 | 1 | 0 |   |   | 1 | ½ | 1 | 0 |  | 3 | 4 | 1 | 3½   | 3      |
| 4  | Katarina Beskowová   | Švédsko        | 0 | 0 | 1 | 0 | 0 | ½ |   |   | 1 | 0 |  | 2 | 5 | 1 | 2½   | 4      |
| 5  | Wally Henschelová    | Německo        | 0 | 0 | 0 | 0 | 0 | 1 | 0 | 1 |   |   |  | 2 | 6 | 0 | 2    | 5      |